# Alexandre (maître écrivain)
Pour les articles homonymes, voir Alexandre.
Alexandre (de prénom inconnu) est un maître écrivain français, mort en 1738.

## Biographie
On ne sait à peu près rien sur lui, hormis qu'il avait eu des places (probablement chez des nobles) avant de se consacrer à l'enseignement de son art. Il a eu de bons élèves et est mort en juillet 1738.
Il pourrait s'agir d'Edme Alexandre, reçu maître dans la corporation des maîtres écrivains le 23 avril 1709, ou de Jean Alexandre (idem, le 30 mars 1686).

## Œuvres
D'après Charles Paillasson, son style était trop enflammé et trop confus, pas assez maîtrisé (voir l'extrait ci-contre paru dans un article de Paillasson en 1754). On n'a pas encore localisé de pièces de sa main.